# Liang Po-tchaj
Liang Po-tchaj (čínsky pchin-jinem Liáng Bòtái, též Liáng Bǎitái, znaky 梁柏台; září 1899 – 13. září 1935) byl čínský komunistický revolucionář a politik, lidový komisař spravedlnosti Čínské sovětské republiky.

## Život
Pocházel z okresu Sin-čchang (v prefektuře Šao-sing v provincii Če-ťiang). Angažoval se ve studentském hnutí a v hnutí 4. května. Roku 1921 odjel ke studiu marxismu do Sovětského svazu (s Liou Šao-čchim, Žen Pi-š’im a dalšími) aroku 1922 vstoupil do Komunistické strany Číny. Od roku 1924 pracoval mezi čínskou menšinou na sovětském Dálném východě, později byl převeden k práci v právních orgánech, stal se soudcem.
Roku 1931 se vrátil do Číny, působil v centrální sovětské oblasti v Ťiang-si. Po založení Čínské sovětské republiky byl jejím lidovým komisařem (tedy ministrem) spravedlnosti zvolen Čang Kuo-tchao, který ale vedl sovětskou oblast E-jü-wan se kterou bylo pouze ojedinělé spojení a funkci proto nemohl vykonávat, náhradou byl Liang Po-tchaj v prosinci 1931 jmenován náměstkem lidového komisaře spravedlnosti a úřadujícím komisařem a stál nejen v čele úřadu, působil i jako člen Nejvyššího soudu a nejvyšší státní žalobce. Měl výrazný podíl na sestavování zákonů Čínské sovětské republiky, včetně její ústavy, napsal například zákony o manželství, volební zákon, zákony týkající se organizace místní správy, vězeňství. Na II. sjezdu sovětů v lednu 1934 byl zvolen lidovým komisařem spravedlnosti.
Kvůli neúspěchu obrany proti útoku kuomintangských armád v páté obkličovací kampani většina komunistických vojsk a vedení strany v říjnu 1934 ustoupilo z centrální sovětské oblasti na západ, v takzvaném Dlouhém pochodu. Část vedení strany a sovětské republiky (v čele stanuli Siang Jing a Čchen I) zůstala na místě, aby řídila zbytky sovětu a po jeho porážce organizovala partyzánský boj. Liang Po-tchaj vedl zbytky administrativy sovětské republiky.
V březnu 1935 byl v boji s kuomintangskými vojsky zraněn, padl do zajetí a byl zabit.